# Saint-Martin-de-Jussac
Saint-Martin-de-Jussac település Franciaországban, Haute-Vienne megyében. Lakosainak száma 567 fő (2022. január 1.). Saint-Martin-de-Jussac Chaillac-sur-Vienne, Cognac-la-Forêt, Saint-Auvent, Saint-Brice-sur-Vienne és Saint-Junien községekkel határos.

## Népesség
A település népessége az elmúlt években az alábbi módon változott:
| Lakosok száma | 553  | 561  | 574  | 565  | 566  | 568  | 567  | 566  | 567  |
|               | 2013 | 2015 | 2016 | 2017 | 2018 | 2019 | 2020 | 2021 | 2022 |